# Kampung Yaman
Kampung Yaman is een bestuurslaag in het regentschap Labuhan Batu Utara van de provincie Noord-Sumatra, Indonesië. Kampung Yaman telt 1969 inwoners (volkstelling 2010).